# Mer (urzędnik)
Mer (fr. maire) – we Francji wybieralny przewodniczący rady miejskiej lub rady municypalnej gminy. Jest on jednocześnie przedstawicielem (reprezentantem) władzy państwowej w najmniejszych jednostkach podziału administracyjnego Francji – wykonuje zadania administracji publicznej oraz stoi na czele organów tejże administracji.
Mer jest odpowiednikiem polskiego wójta, burmistrza lub prezydenta miasta. Oprócz Francji, są też inne kraje, w których słowo „mer” (lub podobnie brzmiące słowo) oznacza analog burmistrza: m.in. w Rosji, Rumunii, Kanadzie, Ukrainie i Białorusi. W niektórych krajach to słowo występuje jako oficjalna nazwa tego urzędu, a w niektórych tylko jako nazwa potoczna.
Z prawnego punktu widzenia kompetencje mera we Francji można podzielić na cztery grupy:
- przygotowywanie i wykonywanie uchwał rady oraz przewodniczenie jej obradom
- wykonywanie określonych kompetencji rady na podstawie udzielonej przez nią delegacji
- kompetencje własne, w tym m.in.:
  - władztwo personalne, tj. zatrudnianie i kierowanie personelem administracyjnym
  - władztwo policyjne, polegające na zapewnieniu gminie spokoju i bezpieczeństwa publicznego
- wykonywanie funkcji zleconych przez administracje rządową w charakterze przedstawiciela państwa:
  - sprawy stanu cywilnego
  - przeprowadzanie wyborów
  - legalizacja podpisów
  - pobór do wojska
  - prowadzenie urzędu śledczego.

Mer i jego zastępcy (może być ich 1-12 zależnie od wielkości gminy) są wybierani przez radę gminną w głosowaniu tajnym na pierwszym posiedzeniu rady. Ich mandat trwa 6 lat, a rada nie może ich zdymisjonować przed upływem tego okresu. W praktyce kandydaturę na stanowisko mera zgłasza partia lub ugrupowanie, które wygrało wybory samorządowe.
Kadencja mera i jego zastępców może być skrócona z powodu złożenia przez niego dymisji na ręce prefekta departamentu lub utraty biernego prawa wyborczego. Z uzasadnionych przyczyn mer może być również odwołany dekretem rządu na wniosek ministra spraw wewnętrznych. Mer i jego zastępcy posiadają immunitet.
Aparatem pomocniczym mera jest urząd. W jego skład wchodzą pracownicy w liczbie od kilku w małych gminach wiejskich do kilkuset w dużych gminach miejskich. W skład urzędu wchodzą również tzw. urzędnicy pomocniczy, którzy kierują określonymi grupami zagadnień na zasadzie decernatu. Każdorazowo upoważnienia do działania wraz z określeniem zakresu kompetencji udziela urzędnikom pomocniczy mer. Wszyscy urzędnicy gminni są podporządkowani służbowo merowi.